# Chorinaeus taigensis
Chorinaeus taigensis är en stekelart som beskrevs av Valentina I. Tolkanitz 1995. Chorinaeus taigensis ingår i släktet Chorinaeus och familjen brokparasitsteklar. Inga underarter finns listade i Catalogue of Life.